# Anna Maria Hall
Anna Maria Hall (6 janvier 1800-30 janvier 1881) est une romancière irlandaise. Elle publie souvent sous le nom Mrs. S. C. Hall. Elle épouse Samuel Carter Hall, un écrivain d'art, qui la décrit dans Retrospect of a Long Life, from 1815 to 1883. Elle est née Anna Maria Fielding à Dublin mais quitte l'Irlande pour l'Angleterre à l'âge de 15 ans. 

## Biographie
Hall naît à Dublin le 6 janvier 1800. Elle vit avec sa mère, une veuve nommé Sarah Elizabeth Fielding, et son beau-père, George Carr de Graigie à Wexford jusqu'en 1815. La mère et la fille partent pour l'Angleterre en 1815.
Anna Maria suit en partie l'éducation de Frances Arabella Rowden, qui non seulement est poète, mais aussi selon Mary Mitford qui « avait le don de faire des poétesses de ses élèves ». Cela lie Anna Maria à d'autres élèves de Rowden comme Rosina Bulwer Lytton, Lady Caroline Lamb, la poétesse Letitia Elizabeth Landon et l'écrivaine voyageuse Emma Roberts.

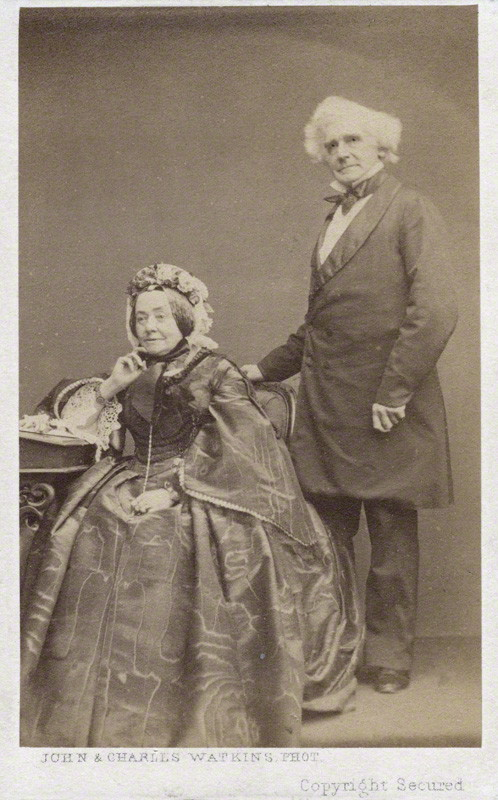
Albumen carte de visite, fin des années 1860.

Le 20 septembre 1824, elle épouse Samuel Carter Hall. Sa mère vit avec eux à Londres jusqu'à sa mort. 
La première publication connue de Mme Hall à la littérature est une notice intitulée « Master Ben », parut dans The Spirit and Manners of the Age, janvier 1829, pp. 35-41 et suiv. D'autres histoires suivent. Finalement, elles sont rassemblés dans un volume intitulé Sketches of Irish Character, 1829. Désormais, elle devient une autrice de profession. L'année suivante, elle publie un petit volume pour enfants, Chronicles of a School-Room, composé d'une série de contes simples. 
In 1831, elle publie une deuxième série de Sketches of Irish Character  qui est bien reçu. La première des neuf nouvelles, The Buccaneer, 1832, est une histoire du temps du protectorat, avec Oliver Cromwell parmi les personnages. Au New Monthly Magazine, que son mari rédige, elle écrit Lights and Shadows of Irish Life, articles qui sont republiés en trois volumes en 1838. Le conte principal de ce recueil, « The Groves of Blarney », est adapté au théâtre avec un succès considérable par l'auteur, dans le but de fournir un personnage pour Tyrone Power, et est jouée pendant une saison entière à l'Adelphi en 1838. Elle écrit également The French Refugee, produit au Théâtre St. James en 1836, qui dure 90 nuits, et pour le même théâtre Mabel's Curse, dans lequel John Pritt Harley joue le rôle principal.
Une autre de ses pièces, dont elle n'avait pas fait de copie, est Who's Who? qui était en possession de Tyrone Pwer qui disparaît dans une tempête avec le paquebot transatlantique President en avril 1841. En 1840, elle publie ce qui est considéré comme son meilleur roman, Marian, or a Young Maid's Fortunes, dans lequel sa connaissance du caractère irlandais est à nouveau montré dans un style égal à tout ce qui a été écrit par Maria Edgeworth.  Son œuvre suivante est une série d'histoires de la paysannerie irlandaise, d'abord publié dans le Chambers's Edinburgh Journal et ensuite publié dans une anthologie. En 1840, elle aide son mari dans un livre dont il est le principal auteur, Ireland, its Scenery, Characters, &c. Elle édite le St. James's Magazine en 1862-1863.
Dans The Art Journal, édité par son mari, elle sort « Pilgrimages to English Shrines » en 1849 et Midsummer Eve, a Fairy Tale of Love, est publié sous forme de série. L'une de ses dernières œuvres, Boons and Blessings, 1875, consacrée au comte de Shaftesbury, est un recueil de contes de tempérance, illustrés par les meilleurs artistes. 
Les écrits de Hall de sa terre natale ressemblent plus aux contes de Mary Russell Mitford qu'aux histoires irlandaises de John Banim ou de Gerald Griffin. Ils contiennent des descriptions rurales et sont animés par un ton sain de sentiment moral et une veine d'humour délicat. Ses livres n'ont jamais été populaires en Irlande, car elle voit dans chaque parti beaucoup à louer et beaucoup à blâmer, de sorte qu'elle ne plait ni aux orangistes ni aux catholiques romains. 
Le 10 décembre 1868, elle reçoit une pension civile de 100 livres par an. Elle joue un rôle déterminant dans la fondation de l'Hôpital pour la consommation à Brompton (maintenant le Royal Brompton Hospital), le Governesses' Institute (vraisemblablement l'institution de bienfaisance des maîtresses et gouvernantes de l'école), le foyer pour les gentilles femmes en décomposition (anciennement les Distressed Gentlefolks' Aid Association) et le Nightingale Fund (utilisé pour créer ce qui est maintenant la faculté des soins infirmiers et obstétricaux Florence Nightingale). Sa bienveillance est de nature pratique ; elle travaille pour la cause de la tempérance, pour les droits des femmes et pour les sans amis et déchus. Elle est amie avec des musiciens de rue et une fervente adepte du spiritisme ; mais cette croyance ne l'a pas empêchée de rester une fervente chrétienne. 
Elle célèbre leur 50e anniversaire de mariage le 20 septembre 1874. Elle meurt à Devon Lodge, East Moulsey, le 30 janvier 1881 et est enterrée dans le cimetière de l'église d'Addlestone le 5 février.
Parmi ses autres œuvres on trouve Can Wrong Be Right? et de nombreuses nouvelles dans l'Art Journal, dont son mari Samuel Carter Hall est rédacteur en chef et le Sharpe's London Magazine. 